# Гамейро, Кори
Кори Джеймс Гамейро (англ. Corey James Gameiro; род. 7 февраля 1993, Вуллонгонг, Новый Южный Уэльс, Австралия) — австралийский футболист португальского происхождения, выступающий на позиции нападающего.

## Карьера

### Клубная карьера
Родился в городе Вуллонгонг в штате Новый Южный Уэльс. Футболом начинал заниматься в клубе «Лейк Хайтс». C семи лет занимался футболом в клубе «Саут Коуст Вулвз».
В 2010 году подписывает контракт с клубом английской Премьер-Лиги «Фулхэмом». 24 ноября 2011 года отправлен в месячную аренду в клуб выступающий в Конференции «Хейз энд Идинг Юнайтед». Дебютировал в составе клуба через два дня в матче против клуба «Олфретон Таун», выйдя на замену на 50-й минуте матча вместо Джеймса Фолкеса. Всего за клуб провел пять матчей.
После возвращения из аренды помог молодёжной команде Фулхэма одержать победу в чемпионате Академий клубов Премьер-Лиги. В мае 2012 года продлил контракт на один год.
31 августа 2012 года отправлен в аренду на четыре месяца в клуб первого дивизиона Голландии «Эйндховен». Дебютировал в составе клуба выйдя на замену на 64 минуте матча в матче против клуба «Волендам» 31 августа 2012 года. Всего за клуб провел восемь матчей.
В феврале 2013 года был отправлен в аренду в клуб А-Лиги «Веллингтон Феникс» до конца сезона. Дебютировал в матче А-Лиги против клуба «Брисбен Роар» 17 февраля 2014 года отыграв матч полностью. Единственный гол за клуб забил в матче против клуба «Аделаида Юнайтед» 24 февраля 2013 года на 80 минуте матча.
После окончания сезона 2012/13 «Фулхэмом» объявил о том что клуб не будет продлевать контракты с 12 игроками, в том числе и с Кори.
В июне 2013 года было объявлено о подписании двухлетнего контракта Гамейро с клубом «Сидней», однако дебютировал только 22 декабря 2013 года в матче со своим бывшим клубом «Веллингтон Феникс» выйдя на замену на 46 минуте вместо Криса Наумофф. Первый гол забил в матче с клубом «Аделаида Юнайтед» с подачи Николы Петковича 3 января 2014 года.
В конце сезона 2014/15 отверг предложение нового контракта, и заключил контракт с клубом «Мельбурн Сити».

### Международная карьера
Привлекался в сборную Австралии до 19 лет, участник юношеского Чемпионата Азии по футболу 2012, на котором стал одним из главных бомбардиров турнира с шестью мячами на своем счету.
В 2013 году был участником молодёжного чемпионата мира 2013.

## Достижения
- Победитель Чемпионата Академий клубов Премьер-Лиги Англии: 1 (2012)